# 建礼門院右京大夫
建礼門院右京大夫（けんれいもんいんのうきょうのだいぶ、保元2年（1157年）? - 没年未詳）は、平安時代末から鎌倉時代初期にかけての女流歌人。父は藤原（世尊寺）伊行。母は大神基政の娘で箏の名手である夕霧。名は伊子という説がある。
承安3年（1173年）高倉天皇の中宮建礼門院平徳子に右京大夫として出仕。藤原隆信、平資盛と恋愛関係にあり、資盛の死後、供養の旅に出たという。建久6年（1195年）頃後鳥羽天皇に再び出仕した。
家集に隆信、資盛との恋の歌を中心とする「建礼門院右京大夫集」がある。
『山路の露』の作者であるとする説がある。

## 和歌
- いかにせむわが後の世はさてもなほ昔の今日を問ふ人もがな
- 書きつけばなほもつつまし思ひ嘆く心のうちを星よ知らなむ
- 七夕のけふやうれしさ包むらむあすの袖こそかねて知らるれ
- さまざまに思ひやりつつよそながらながめかねぬる星合の空
- 天の河漕ぎはなれゆく舟の中のあかぬ涙の色をしぞ思ふ
- きかばやなふたつの星の物語りたらひの水にうつらましかば
- なにごとをまづかたるらむ彦星の天の河原に岩枕して
- 天の河けふの逢ふ瀬はよそなれど暮れゆく空をなほも待つかな
- ながむれば心もつきて星合の空にみちぬるわが思ひかな
- いつまでか七 (ななつ) のうたを書きつけむ知らばやつげよ天の彦星

## 関連作品
小説
- 『建礼門院右京大夫』（1975年、大原富江著、講談社）

テレビドラマ
- 『女人平家』（1971年、朝日放送、演：山下富美代） - 役名は奈々
- 『新・平家物語』（1972年、NHK大河ドラマ、演：北川美佳）
- 『武蔵坊弁慶』（1986年、NHK新大型時代劇、演：真野あずさ）

アニメーション
- 『平家物語』（2022年、フジテレビ、制作：サイエンスSARU、監督：山田尚子、声：本泉莉奈）